# 中華人民共和国武装力量
中華人民共和国武装力量（ちゅうかじんみんきょうわこくぶそうりきりょう）は、中華人民共和国憲法に登場する軍事上の概念であり、中国共産党総書記及び中央軍事委員会主席のみが指導をすることが許されている三つの武装組織（中国人民解放軍、中国人民武装警察部隊、中国民兵）を包括した呼称である。最高司令官は中央軍事委員会主席であり、中国第5代最高指導者の習近平が奉職している。

## 定義
「武装力量」という語は中華人民共和国の基本法である中華人民共和国憲法の第93条に登場する。憲法第93条の原文と邦訳を明示する。
上の条文では全国の武装力量を指導する権限を「中華人民共和国中央軍事委員会」が保持することが規定されている。
さらに中華人民共和国国防法第19条において、「中華人民共和国武装力量」に対する「中国共産党」の権限が規定されている。国防法第19条の原文と邦訳を明示する。
上の条文では「中華人民共和国武装力量」を指導する権限を「中国共産党」が保持することが規定されている。
また、「中華人民共和国武装力量」に該当する組織とその役割は、憲法には規定されず法律の中華人民共和国国防法第22条によって定められている。国防法第22条の原文と邦訳を明示する。
すなわち「中華人民共和国武装力量」とは以下の3組織を指す。
- 中国人民解放軍（現役部隊、予備役部隊）
- 中国人民武装警察部隊
- 中国民兵

またその任務は、
- 国外勢力からの防衛（狭い意味での国防）
- 治安維持など国内警備（間接侵略対処も含む）

に限定されている。
中華人民共和国の武装組織としては、前記の3組織以外にも、党中央政法委員会の指導下にある公安部および人民警察、中国海警局などもあるが、これらの組織は中央軍事委員会の指揮下にはない。中国共産党及び中華人民共和国中央軍事委員会のみに指導を許された「中華人民共和国武装力量」とは、国防法に規定されているように、「国外勢力からの防衛」、「治安維持などの国内警備」に役割を限定された特定の武装組織である。
中国の公式の英訳文章では「武装力量」に対し"Armed Forces"の訳が用いられている。日本では"U.S. Armed Forces"に対し「アメリカ軍」若しくは「合衆国軍」の訳が使われている。アナロジー的に「中华人民共和国武装力量」を「中国軍」若しくは「中華人民共和国軍」と訳してもよいのだが、既に日本人の間では「中国軍」若しくは「中華人民共和国軍」と言えば「中国人民解放軍」の事を指す用語として広く認識されているため、この訳は避けた。

## 任務
中華人民共和国武装力量の各組織と任務の対応を表にすると以下のようになる。
| 機関             | タイプ     | 主要任務 | 副次任務 | 指導指揮組織           |
| ---------------- | ---------- | -------- | -------- | ---------------------- |
| 人民解放軍       | 軍隊       | 対外防衛 | 国内警備 | 中央軍事委員会         |
| 人民武装警察部隊 | 準軍事組織 | 国内警備 | 対外防衛 | 中央軍事委員会         |
| 民兵             | 準軍事組織 | 対外防衛 | 国内警備 | 中央軍事委員会・国務院 |

国内警備には国境警備、領海警備も含まれる。

## 役種区分
中華人民共和国武装力量の各組織を役種で区分すると以下のようになる。
| 役種     | 人民解放軍           | 人民武装警察部隊 | 民兵 |
| -------- | -------------------- | ---------------- | ---- |
| 現役部隊 | 人民解放軍現役部隊   | 人民武装警察部隊 | －   |
| 後備部隊 | 人民解放軍予備役部隊 | －               | 民兵 |

### 和文書籍
- 茅原郁生 編『中国軍事用語辞典』（初）蒼蒼社、2006年。ISBN 488360067X。
- 茅原郁生 編著『中国の軍事力：2020年の将来予測』（初）蒼蒼社、2008年。ISBN 978-4883600809。
- 竹田純一『人民解放軍：党と国家戦略を支える230万人の実力』（初）ビジネス社、2008年。ISBN 4828414436。
- 茅原郁生『中国軍事大国の原点：鄧小平軍事改革の研究』（第1）蒼蒼社、2012年。ISBN 978-4883601066。
- 中華人民共和国国務院報道弁公室『中国の武装力の多様な運用』外文出版社、2013年。ISBN 978-7-119-08168-7。

### 英文書籍
- Dennis J. Blasko (2012). The Chinese Army Today: Tradition and Transformation for the 21st Century (2nd ed.). Routledge. ISBN 978-0415783217